# Площа короля Томислава (Загреб)

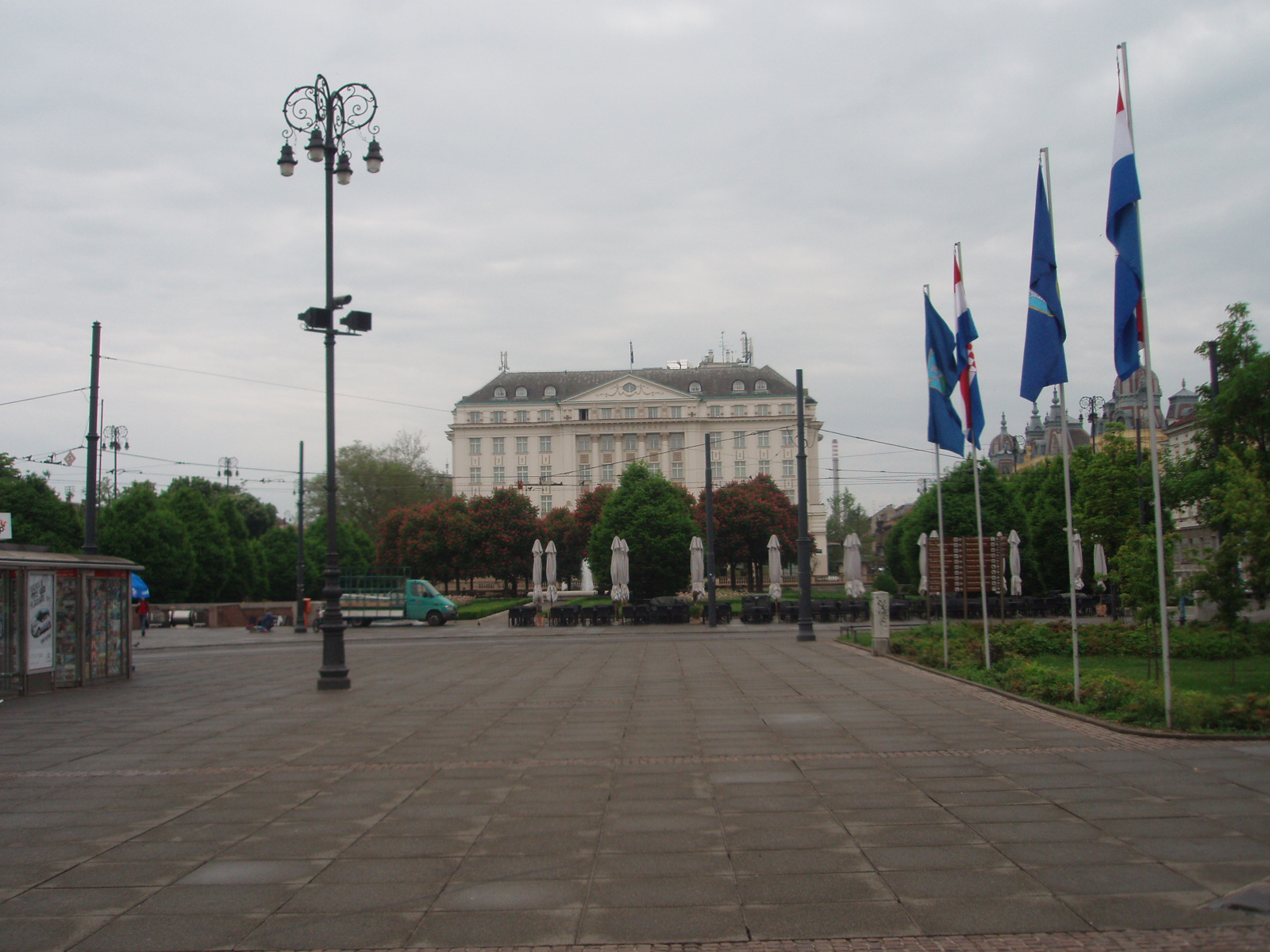
Фрагмент площі з видом на готель «Еспланада»

Площа короля Томислава (хорв. Trg kralja Tomislava) — міський майдан у столиці Хорватії Загребі, в центральній його частині, в районі Нижнє місто, поблизу площі Ніколи Шубича Зринського, біля головного залізничного вокзалу. Входить до так званої «Зеленої підкови» (хорв. Zelena potkova), або «підкови Ленуцці» (хорв. Lenucijeva potkova), що охоплює сім площ загребського Нижнього міста.
Посеред майдану знаходиться фонтан. У північній частині площі міститься мистецька галерея «Мистецький павільйон», трохи збоку — Загребський театр ляльок. Із півдня до майдану примикає центральний залізничний вокзал. 
Мистецький павільйон побудовано з нагоди Виставки тисячоліття у Будапешті 1896 р., на якій Хорватія була представлена окремим павільйоном. Його спорудили із застосуванням найновіших на той час технологій виготовлення металевих каркасів. Це дозволило розібрати павільйон у Будапешті та перевезти поїздом у Загреб, щоб знову зібрати на його теперішньому місці. Його урочисте відкриття в 1898 р. було приурочено до великої виставки сучасних художників. Це зробило Мистецький павільйон першим виставковим приміщенням, побудованим лише для такої мети. Відтоді там влаштовуються виставки найбільших місцевих і зарубіжних художників.
Поблизу головного вокзалу височить готель «Еспланада», збудований за дуже короткий час у 1925 році. Початкова мета готелю полягала у забезпеченні комфортабельного розміщення пасажирам «Східного експресу» — серії розкішних поїздів, на шляху яких Загреб був однією із зупинок на маршруті з Парижа до Стамбула. У готелі зупинялося чимало визначних гостей, там проводилися цікаві громадські заходи. Особливу увагу широкого загалу привернуло перебування там у 1929 р. провокаційної темношкірої танцюристки Жозефіни Бейкер, коли місцеві доброчесні дами висловили своє невдоволення. Саме в цьому готелі відбувся і перший конкурс краси «міс 1926», переможницю якого через рік у Берліні коронували як «міс Європа».
Біля Мистецького павільйону від Адвенту 2014 р. працює взимку міська ковзанка «Льодовий парк» (хорв. Ledeni Park) — найбільша відкрита ковзанка у тій частині Європи, з площею льоду дві тисячі квадратних метрів.
На відкритій сцені майдану короля Томислава 21 червня 2020 р. мав відбутися гранд-фінал конкурсу Євробачення Юних Музикантів 2020, але його проведення відклали.